# Frénouville
Frénouville é uma comuna francesa na região administrativa da Normandia, no departamento Calvados. Estende-se por uma área de 6,46 km². Em 2010 a comuna tinha 1 947 habitantes (densidade: 301,4 hab./km²).